# Vuelta a España 2006
Die 61. Vuelta a España fand vom 26. August bis zum 17. September 2006 statt. Auf den 21 Etappen mussten die Fahrer eine Gesamtstrecke von 3212,7 km zurücklegen. Die Pyrenäen waren in dieser Ausgabe nicht Bestandteil der Rundfahrt. Insgesamt gab es fünf Bergankünfte.
Startberechtigt waren die 20 UCI ProTeams. Daneben erhielt das Professional Continental Team Relax-GAM Fuenlabrada eine Wildcard.

## Doping
Im Vorfeld der Rundfahrt, am 28. Juli, wurden sowohl das in den Dopingskandal Fuentes verwickelte Team Comunidad Valenciana als auch die unter Dopingverdacht stehenden Ivan Basso, Jan Ullrich und Francisco Mancebo ausgeladen.
Einen Tag vor dem Start der Rundfahrt verbannte das Team Saunier Duval-Prodir seinen Fahrer Koldo Gil aus dem Team, da er angeblich ebenfalls in den Dopingskandal Fuentes verwickelt gewesen sein soll.

## Verlauf

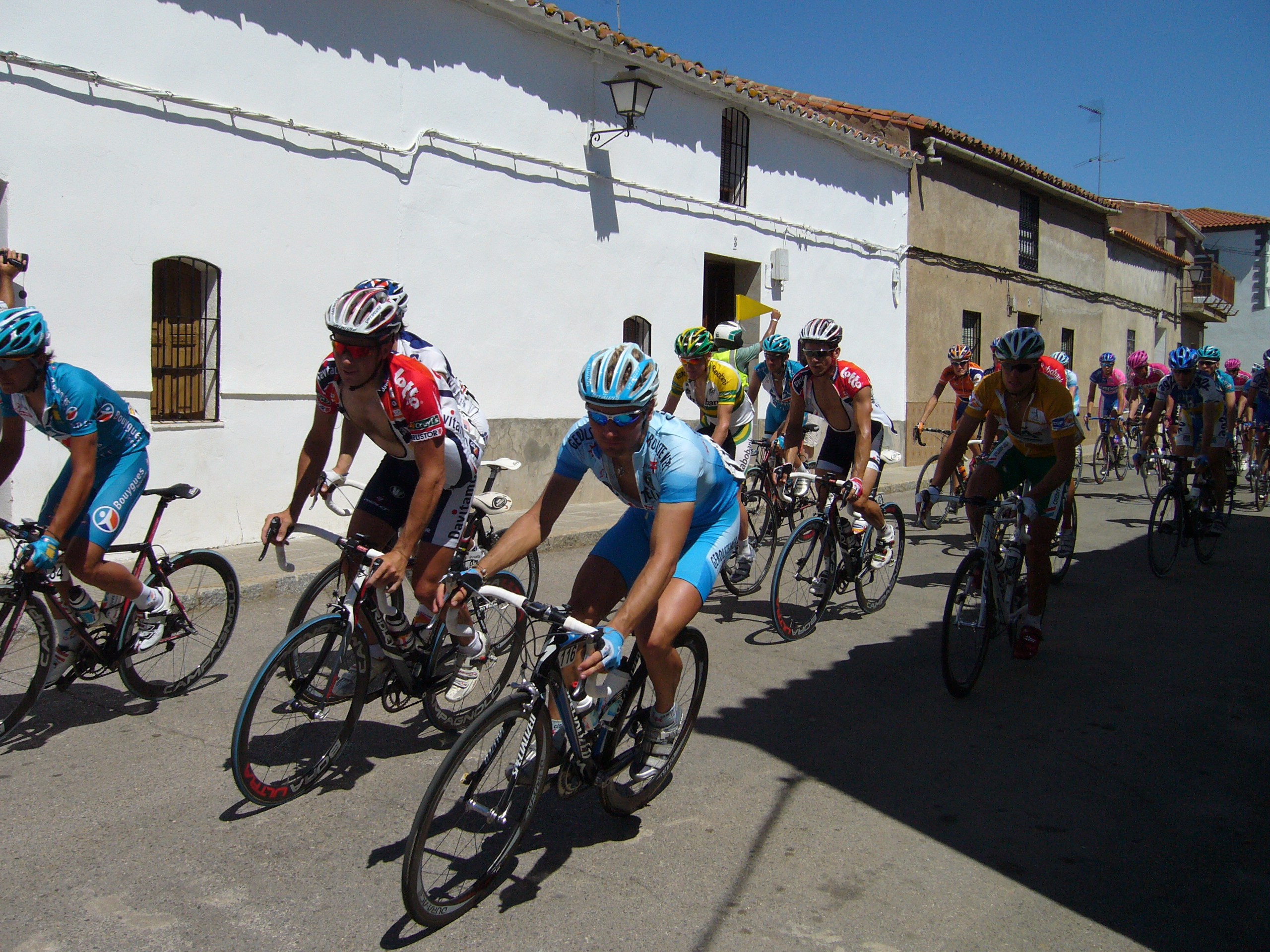
Das Feld auf der Durchfahrt in La Cardenchosa in der Provinz Badajoz während der 3. Etappe

Nachdem die ersten Tage im Zeichen der Sprinter und Zeitfahrer standen war die Gesamtwertung nach der ersten Woche noch ohne wenig Aussagekraft. Im Mannschaftszeitfahren hatte sich Carlos Sastre das Goldene Trikot gesichert und lag zeitgleich mit seinen acht Teamkollegen an der Spitze. Am darauffolgenden Tag holte sich Thor Hushovd das Führungstrikot durch einen zweiten Platz im Massensprint.

Erst auf der fünften Etappe, die mit einer Bergankunft endete, kam es zu Veränderungen im Gesamtklassement. Danilo Di Luca, der die Bergankunft in La Covatilla gewann, sicherte sich für die nächsten zwei Tage die Führung, gab sie dann aber nach der 7. Etappe, einer weiteren Bergankunft, an den überraschend auftrumpfenden Janez Brajkovič ab. Dieser verlor das Trikot auf der 9. Etappe an Alejandro Valverde, der sich an diesem Tag nur Alexander Winokurow geschlagen geben musste.

Die nächsten Etappe wurden dann von Ausreißergruppen geprägt. Sérgio Paulinho, Egoi Martínez und Luca Paolini sicherten sich Siege. Die Etappe nach Cuenca entschied Samuel Sánchez für sich. Valverde verteidigte sein Leader-Trikot auch über das erste Einzelzeitfahren hinaus, das David Millar hauchdünn vor Fabian Cancellara gewann. Die Königsetappe zur Sternwarte Calar Alto entschied überraschend der junge Igor Antón zu seinen Gunsten, da er davon profitierte, dass sich die Favoriten belauerten. Am darauffolgenden Tag wechselte die Führung erneut.

Nach einer grandiosen Fahrt übernahm Alexander Winokurow, der im Verlauf der Rundfahrt immer besser in Form kam, die Führung. Dieser Eindruck bestätigte sich auch auf der folgenden Etappe, wo Winokurow abermals Valverde hinter sich lassen konnte und seinem Teamkollegen Andrei Kaschetschkin den Sieg überließ. Mit dem Sieg im zweiten Einzelzeitfahren und dem insgesamt dritten im Verlauf der Rundfahrt, untermauerte Winokurow seinen am Ende unangefochtenen Gesamtsieg. Die Schlussetappe nach Madrid gewann Erik Zabel, der sich damit seinen zweiten Tagessieg sicherte.

## Etappen
| Etappen    | Tag           | Start – Ziel                                      | km         | Etappensieger          | Goldenes Trikot     |
| ---------- | ------------- | ------------------------------------------------- | ---------- | ---------------------- | ------------------- |
| 1. Etappe  | 26. August    | Málaga                                            | 7,3 (MZF)  | Team CSC               | Carlos Sastre       |
| 2. Etappe  | 27. August    | Málaga – Córdoba                                  | 176        | Paolo Bettini          | Thor Hushovd        |
| 3. Etappe  | 28. August    | Córdoba – Almendralejo                            | 219        | Francisco José Ventoso | Thor Hushovd        |
| 4. Etappe  | 29. August    | Almendralejo – Cáceres                            | 135        | Erik Zabel             | Thor Hushovd        |
| 5. Etappe  | 30. August    | Plasencia – La Covatilla (Béjar)                  | 178        | Danilo Di Luca         | Danilo Di Luca      |
| 6. Etappe  | 31. August    | Zamora – León                                     | 177        | Thor Hushovd           | Danilo Di Luca      |
| 7. Etappe  | 1. September  | León – Alto de El Morredero (Ponferrada)          | 154,2      | Alejandro Valverde     | Janez Brajkovič     |
| 8. Etappe  | 2. September  | Ponferrada – Lugo                                 | 181,6      | Alexander Winokurow    | Janez Brajkovič     |
| 9. Etappe  | 3. September  | A Fonsagrada – Alto de La Cobertoria              | 207,4      | Alexander Winokurow    | Alejandro Valverde  |
| Ruhetag    |               |                                                   |            |                        |                     |
| 10. Etappe | 5. September  | Avilés – Museo de Altamira (Santillana del Mar)   | 199,3      | Sérgio Paulinho        | Alejandro Valverde  |
| 11. Etappe | 6. September  | Torrelavega (Velodrom Óscar Freire) – Burgos      | 173,6      | Egoi Martínez          | Alejandro Valverde  |
| 12. Etappe | 7. September  | Aranda de Duero – Guadalajara                     | 169,3      | Luca Paolini           | Alejandro Valverde  |
| 13. Etappe | 8. September  | Guadalajara – Cuenca                              | 180        | Samuel Sánchez         | Alejandro Valverde  |
| 14. Etappe | 9. September  | Cuenca                                            | 33,2 (EZF) | David Millar           | Alejandro Valverde  |
| 15. Etappe | 10. September | Motilla del Palancar – Factoría Ford (Almussafes) | 182        | Robert Förster         | Alejandro Valverde  |
| Ruhetag    |               |                                                   |            |                        |                     |
| 16. Etappe | 12. September | Almería – Sternwarte Calar Alto                   | 145        | Igor Antón             | Alejandro Valverde  |
| 17. Etappe | 13. September | Adra – Granada                                    | 166,7      | Tom Danielson          | Alexander Winokurow |
| 18. Etappe | 14. September | Granada – Sierra de la Pandera                    | 153,1      | Andrei Kaschetschkin   | Alexander Winokurow |
| 19. Etappe | 15. September | Jaén – Ciudad Real                                | 205,3      | José Luis Arrieta      | Alexander Winokurow |
| 20. Etappe | 16. September | Rivas-Futura – Rivas-Vaciamadrid                  | 27,5 (EZF) | Alexander Winokurow    | Alexander Winokurow |
| 21. Etappe | 17. September | Madrid                                            | 142,2      | Erik Zabel             | Alexander Winokurow |

## Trikots im Tourverlauf
Die Tabelle zeigt den Träger des jeweiligen Trikots während der einzelnen Etappe bzw. den Führenden der jeweiligen Gesamtwertung am Abend des Vortags an.
| Etappe     | Goldenes Trikot     | Blaues Trikot  | Rotes Trikot      | Weißes Trikot       | Teamwertung       |
| ---------- | ------------------- | -------------- | ----------------- | ------------------- | ----------------- |
| 02. Etappe | Carlos Sastre       | nicht vergeben | nicht vergeben    | nicht vergeben      | Team CSC          |
| 03. Etappe | Thor Hushovd        | Paolo Bettini  | Mario de Sárraga  | Mario de Sárraga    | Team CSC          |
| 04. Etappe | Thor Hushovd        | Thor Hushovd   | Mario de Sárraga  | David de la Fuente  | Team CSC          |
| 05. Etappe | Thor Hushovd        | Thor Hushovd   | Mario de Sárraga  | David de la Fuente  | Team CSC          |
| 06. Etappe | Danilo Di Luca      | Thor Hushovd   | Danilo Di Luca    | Danilo Di Luca      | Discovery Channel |
| 07. Etappe | Danilo Di Luca      | Thor Hushovd   | Danilo Di Luca    | Danilo Di Luca      | Discovery Channel |
| 08. Etappe | Janez Brajkovič     | Thor Hushovd   | Janez Brajkovič   | Janez Brajkovič     | Discovery Channel |
| 09. Etappe | Janez Brajkovič     | Thor Hushovd   | Janez Brajkovič   | Janez Brajkovič     | Discovery Channel |
| 10. Etappe | Alejandro Valverde  | Thor Hushovd   | Pietro Caucchioli | Alejandro Valverde  | Discovery Channel |
| 11. Etappe | Alejandro Valverde  | Thor Hushovd   | Pietro Caucchioli | Alejandro Valverde  | Discovery Channel |
| 12. Etappe | Alejandro Valverde  | Thor Hushovd   | Pietro Caucchioli | Alejandro Valverde  | Discovery Channel |
| 13. Etappe | Alejandro Valverde  | Thor Hushovd   | Pietro Caucchioli | Alejandro Valverde  | Discovery Channel |
| 14. Etappe | Alejandro Valverde  | Thor Hushovd   | Pietro Caucchioli | Alejandro Valverde  | Discovery Channel |
| 15. Etappe | Alejandro Valverde  | Thor Hushovd   | Pietro Caucchioli | Alejandro Valverde  | Discovery Channel |
| 16. Etappe | Alejandro Valverde  | Thor Hushovd   | Pietro Caucchioli | Alejandro Valverde  | Discovery Channel |
| 17. Etappe | Alejandro Valverde  | Thor Hushovd   | Pietro Caucchioli | Alejandro Valverde  | Discovery Channel |
| 18. Etappe | Alexander Winokurow | Thor Hushovd   | Egoi Martínez     | Alejandro Valverde  | Discovery Channel |
| 19. Etappe | Alexander Winokurow | Thor Hushovd   | Egoi Martínez     | Alexander Winokurow | Discovery Channel |
| 20. Etappe | Alexander Winokurow | Thor Hushovd   | Egoi Martínez     | Alexander Winokurow | Discovery Channel |
| 21. Etappe | Alexander Winokurow | Thor Hushovd   | Egoi Martínez     | Alexander Winokurow | Discovery Channel |
| Sieger     | Alexander Winokurow | Thor Hushovd   | Egoi Martínez     | Alexander Winokurow | Discovery Channel |

## Endergebnisse
| \| Gesamtwertung \| Gesamtwertung \| Gesamtwertung \| Gesamtwertung \| Gesamtwertung \| \| Fahrer \| Fahrer \| Land \| Team \| Zeit \| \| ------------- \| ------------------------------- \| ------------------ \| ------------------------------- \| ---------------- \| \| 1. \| Alekszandr Vinokurov \| Kasachstan \| Astana \| 81 h 23 min 07 s \| \| 2. \| Alejandro Valverde \| Spanien \| Caisse d'Épargne-Illes Balears \| + 1 min 12 s \| \| 3. \| Andrei Kaschetschkin \| Kasachstan \| Astana \| + 3 min 12 s \| \| 4. \| Carlos Sastre \| Spanien \| CSC \| + 3 min 36 s \| \| 5. \| José Ángel Gómez Marchante \| Spanien \| Saunier Duval-Prodir \| + 6 min 51 s \| \| 6. \| Tom Danielson \| Vereinigte Staaten \| Discovery Channel \| DSQ \| \| 7. \| Samuel Sánchez \| Spanien \| Euskaltel-Euskadi \| + 8 min 26 s \| \| 8. \| Wladimir Alexandrowitsch Karpez \| Russland \| Caisse d'Épargne-Illes Balears \| + 10 min 36 s \| \| 9. \| Manuel Beltrán \| Spanien \| Discovery Channel \| + 10 min 47 s \| \| 10. \| Luis Pérez Rodríguez \| Spanien \| Cofidis-Le Crédit par Téléphone \| + 11 min 32 s \| \| 11. \| Stijn Devolder \| Belgien \| Discovery Channel \| + 12 min 52 s \| \| 12. \| Egoi Martínez \| Spanien \| Discovery Channel \| + 15 min 10 s \| \| 13. \| Leonardo Piepoli \| Italien \| Saunier Duval-Prodir \| + 17 min 23 s \| \| 14. \| Sylwester Szmyd \| Polen \| Lampre-Fondital \| + 18 min 40 s \| \| 15. \| Igor Antón \| Spanien \| Euskaltel-Euskadi \| + 18 min 56 s \| \| 16. \| Sérgio Paulinho \| Portugal \| Astana \| + 19 min 44 s \| \| 17. \| Joaquim Rodríguez \| Spanien \| Caisse d'Épargne-Illes Balears \| + 24 min 18 s \| \| 18. \| Jewgeni Petrow \| Russland \| Lampre-Fondital \| + 27 min 51 s \| \| 19. \| David Arroyo \| Spanien \| Caisse d'Épargne-Illes Balears \| + 28 min 04 s \| \| 20. \| Christopher Horner \| Vereinigte Staaten \| Davitamon-Lotto \| + 29 min 04 s \| \| 21. \| Lars Bak \| Dänemark \| CSC \| + 30 min 36 s \| \| 22. \| Xabier Zandio \| Spanien \| Caisse d'Épargne-Illes Balears \| + 32 min 09 s \| \| 23. \| Wladimir Nikolajewitsch Gussew \| Russland \| Discovery Channel \| + 34 min 45 s \| \| 24. \| Theo Eltink \| Niederlande \| Rabobank \| + 42 min 46 s \| \| 25. \| José Miguel Elías \| Spanien \| Relax-GAM \| + 43 min 20 s \| |                                 |                    |                                 |                  |
| |                                 |                    |                                 |                  |
| Quelle: ProCyclingStats |                                 |                    |                                 |                  |
| Gesamtwertung |                                 |                    |                                 |                  |
| Fahrer | Fahrer                          | Land               | Team                            | Zeit             |
| 1. | Alekszandr Vinokurov            | Kasachstan         | Astana                          | 81 h 23 min 07 s |
| 2. | Alejandro Valverde              | Spanien            | Caisse d'Épargne-Illes Balears  | + 1 min 12 s     |
| 3. | Andrei Kaschetschkin            | Kasachstan         | Astana                          | + 3 min 12 s     |
| 4. | Carlos Sastre                   | Spanien            | CSC                             | + 3 min 36 s     |
| 5. | José Ángel Gómez Marchante      | Spanien            | Saunier Duval-Prodir            | + 6 min 51 s     |
| 6. | Tom Danielson                   | Vereinigte Staaten | Discovery Channel               | DSQ              |
| 7. | Samuel Sánchez                  | Spanien            | Euskaltel-Euskadi               | + 8 min 26 s     |
| 8. | Wladimir Alexandrowitsch Karpez | Russland           | Caisse d'Épargne-Illes Balears  | + 10 min 36 s    |
| 9. | Manuel Beltrán                  | Spanien            | Discovery Channel               | + 10 min 47 s    |
| 10. | Luis Pérez Rodríguez            | Spanien            | Cofidis-Le Crédit par Téléphone | + 11 min 32 s    |
| 11. | Stijn Devolder                  | Belgien            | Discovery Channel               | + 12 min 52 s    |
| 12. | Egoi Martínez                   | Spanien            | Discovery Channel               | + 15 min 10 s    |
| 13. | Leonardo Piepoli                | Italien            | Saunier Duval-Prodir            | + 17 min 23 s    |
| 14. | Sylwester Szmyd                 | Polen              | Lampre-Fondital                 | + 18 min 40 s    |
| 15. | Igor Antón                      | Spanien            | Euskaltel-Euskadi               | + 18 min 56 s    |
| 16. | Sérgio Paulinho                 | Portugal           | Astana                          | + 19 min 44 s    |
| 17. | Joaquim Rodríguez               | Spanien            | Caisse d'Épargne-Illes Balears  | + 24 min 18 s    |
| 18. | Jewgeni Petrow                  | Russland           | Lampre-Fondital                 | + 27 min 51 s    |
| 19. | David Arroyo                    | Spanien            | Caisse d'Épargne-Illes Balears  | + 28 min 04 s    |
| 20. | Christopher Horner              | Vereinigte Staaten | Davitamon-Lotto                 | + 29 min 04 s    |
| 21. | Lars Bak                        | Dänemark           | CSC                             | + 30 min 36 s    |
| 22. | Xabier Zandio                   | Spanien            | Caisse d'Épargne-Illes Balears  | + 32 min 09 s    |
| 23. | Wladimir Nikolajewitsch Gussew  | Russland           | Discovery Channel               | + 34 min 45 s    |
| 24. | Theo Eltink                     | Niederlande        | Rabobank                        | + 42 min 46 s    |
| 25. | José Miguel Elías               | Spanien            | Relax-GAM                       | + 43 min 20 s    |

| Punktewertung | Punktewertung              | Punktewertung | Punktewertung                  | Punktewertung |
| Fahrer        | Fahrer                     | Land          | Team                           | Punkte        |
| ------------- | -------------------------- | ------------- | ------------------------------ | ------------- |
| 1.            | Thor Hushovd               | Norwegen      | Crédit Agricole                | 199 P.        |
| 2.            | Alekszandr Vinokurov       | Kasachstan    | Astana                         | 163 P.        |
| 3.            | Alejandro Valverde         | Spanien       | Caisse d'Épargne-Illes Balears | 147 P.        |
| 4.            | Samuel Sánchez             | Spanien       | Euskaltel-Euskadi              | 107 P.        |
| 5.            | Erik Zabel                 | Deutschland   | Team Milram                    | 104 P.        |
| 6.            | Stuart O’Grady             | Australien    | CSC                            | 104 P.        |
| 7.            | Francisco José Ventoso     | Spanien       | Saunier Duval-Prodir           | 99 P.         |
| 8.            | Andrei Kaschetschkin       | Kasachstan    | Astana                         | 95 P.         |
| 9.            | Carlos Sastre              | Spanien       | CSC                            | 93 P.         |
| 10.           | José Ángel Gómez Marchante | Spanien       | Saunier Duval-Prodir           | 68 P.         |

| Bergwertung | Bergwertung                | Bergwertung | Bergwertung                    | Bergwertung |
| Fahrer      | Fahrer                     | Land        | Team                           | Punkte      |
| ----------- | -------------------------- | ----------- | ------------------------------ | ----------- |
| 1.          | Egoi Martínez              | Spanien     | Discovery Channel              | 129 P.      |
| 2.          | Pietro Caucchioli          | Italien     | Crédit Agricole                | 117 P.      |
| 3.          | Alejandro Valverde         | Spanien     | Caisse d'Épargne-Illes Balears | 98 P.       |
| 4.          | Andrei Kaschetschkin       | Kasachstan  | Astana                         | 84 P.       |
| 5.          | Alekszandr Vinokurov       | Kasachstan  | Astana                         | 82 P.       |
| 6.          | José Miguel Elías          | Spanien     | Relax-GAM                      | 70 P.       |
| 7.          | Igor Antón                 | Spanien     | Euskaltel-Euskadi              | 67 P.       |
| 8.          | Carlos Sastre              | Spanien     | CSC                            | 63 P.       |
| 9.          | José Ángel Gómez Marchante | Spanien     | Saunier Duval-Prodir           | 60 P.       |
| 10.         | David Arroyo               | Spanien     | Caisse d'Épargne-Illes Balears | 58 P.       |

| Mannschaftswertung | Mannschaftswertung              | Mannschaftswertung | Mannschaftswertung |
| Team               | Team                            | Land               | Zeit               |
| ------------------ | ------------------------------- | ------------------ | ------------------ |
| 1.                 | Discovery Channel               | Vereinigte Staaten | 243 h 36 min 42 s  |
| 2.                 | Caisse d'Épargne-Illes Balears  | Spanien            | + 15 min 25 s      |
| 3.                 | Astana                          | Spanien            | + 25 min 33 s      |
| 4.                 | Euskaltel-Euskadi               | Spanien            | + 32 min 13 s      |
| 5.                 | CSC                             | Dänemark           | + 52 min 56 s      |
| 6.                 | Saunier Duval-Prodir            | Spanien            | + 1 h 40 min 02 s  |
| 7.                 | Lampre-Fondital                 | Italien            | + 1 h 43 min 20 s  |
| 8.                 | AG2R Prévoyance                 | Frankreich         | + 2 h 02 min 55 s  |
| 9.                 | Relax-GAM                       | Spanien            | + 2 h 16 min 26 s  |
| 10.                | Cofidis-Le Crédit par Téléphone | Frankreich         | + 2 h 20 min 33 s  |

| Rang | Fahrer               | Team                           | Punkte    |
| ---- | -------------------- | ------------------------------ | --------- |
| 1    | Alexander Winokurow  | Astana                         | 8 Punkte  |
| 2    | Alejandro Valverde   | Caisse d’Epargne-Illes Balears | 8 Punkte  |
| 3    | Andrei Kaschetschkin | Astana                         | 15 Punkte |